# Revelat cromogènic
El revelat cromogènic o còpia cromogènica és el procediment fotogràfic en color en què es basen actualment totes les pel·lícules per a càmeres analògiques. En aquest tipus de revelat la imatge s'obté gràcies a un sistema que sintetitza la imatge químicament i a una pel·lícula de triple emulsió, cadascuna sensible a un dels tres colors primaris de síntesi aditiva: vermell, verd i blau (en la síntesi substractiva, dels colors dipositats a l'emulsió, són: magenta, groc i cian.)

## Història
Kodachrome d'Eastman Kodak, permetent per primera vegada fer fotografies en color usant un rodet. Posteriorment en 1939 van aparèixer els primers negatius denominats Agfacolor. En el cas dels negatius obtinguts per revelat cromogènic, la imatge negativa es forma a partir dels colorants orgànics que contenen els materials de la cambra.
El rodet analògic de color Kodachrome basat en un procés substractiu de color va ser fabricat fins a l'any 2009 i la seva aparició es deu a la tasca de Leopold Mannes i Leopold Godowsky, dos científics universitaris que van desenvolupar un negatiu amb tres capes sensibles als tres colors primaris (vermell, verd i blau). D'aquesta manera, els tons s'unien en una única imatge modificant el monocrom per una imatge de color. No obstant això, cal recordar que ja havien tingut lloc amb anterioritat altres experiments vinculats a la fotografia en color, com és el cas de Jame Clerk Maxwell, a qui se li atribueix la primera fotografia en color. Per això, el físic i matemàtic escocès va unir tres fotografies mitjançant la tricromia, cadascuna amb un filtre basat en els colors primaris. De fet el 1904 els germans Lumière ja van dur a terme el primer procediment fotogràfic en color comercial amb la placa transparent autocromàtica que van anomenar placa autocroma. Aquest procés rudimentari es basava en el sistema additiu de formació del color i consistia en una placa fotosensible amb grans de fècula de patata que eren tenyits de diferents colors perquè aquests funcionessin com a filtres en fotografies en blanc i negre.

## Èxit
Aquest procediment fotogràfic va tenir molt èxit per raó de la qualitat amb què representava els tons i colors. Molts fotògrafs reconeguts han fet servir el rodet Kodachrome en els seus treballs, com per exemple Steve McCurry en el seu famós retrat a la Sharbat Gula, la nena afganesa, portada de National Geographic el 1984, o William Eggleston a la seva fotografia “The Red Ceiling”.

## Procediment
El procés de revelat cromogènic consisteix a sintetitzar químicament els colors que formen la imatge a revelar. Concretament la imatge es forma amb la reacció dels components de color sobre la base de la reacció de les sals de plata. Durant el revelat, una imatge de tints amb els tres colors primaris es forma a les capes d'emulsió paral·leles a la imatge de plata. Els tints, insolubles en aigua i resistents a la difusió, romanen als punts de l'emulsió on es troba la imatge de plata. Posteriorment, la plata es blanqueja i es dissol per sortir de les capes de l'emulsió i, finalment, donar lloc a una imatge pura formada per tints.
La formació del color es genera amb la reacció dels colorants, que creen la imatge final, ja que els halurs de plata són eliminats durant el processament. Tot i la diferent estabilitat de les fotografies en funció dels papers i dels colorants emprats, l'estructura química de les imatges obtingudes mitjançant aquest procés és molt similar en tots els casos.